# Tapinocephalus
Tapinocephalus is een geslacht van uitgestorven therapsiden ofwel zoogdierreptielen.
Hij was verwant aan Moschops en Ulemosaurus. Tapinocephalus leefde ongeveer in dezelfde tijd en werd ook ongeveer even groot. Hij kwam voor in wat nu Zuid-Afrika is. De mannetjes vochten misschien om vrouwtjes door elkaar kopstoten te geven.
Tapinocephalus leefde samen met de pareiasauriër Bradysaurus, de andere Dinocephaliërs Moschops, Avenantia, Struthiocephalus, Tapinocaninus en Delphinognathus, de Gorgonopsiër Lycaenops, de Titanosuchiër Titanosuchus, de Anteosauriër Australosyodon, de Anomodont Patranomodon, de Biarmosuchiërs Hipposaurus en Lobalopex, de Dicynodonten Eodicynodon, Emydops, Kingoria, Oudenodon, Robertia en Cistecephalus en de varanopide eupelycosauriërs Elliotsmithia en Heleosaurus. Tapinocephalus zelf was een planteneter. Hij was tevens samen met de anteosauriër Deuterosaurus een der laatste dinocephaliërs en leefde dan ook tot het einde van het Midden-Perm of het begin van het Laat-Perm. Tapinocephalus moest het bij een aanval van zijn grootte of het aantal exemplaren binnen een groep hebben. Snelle en behendige jagers als Lycaenops konden de harde kop zonder moeite ontwijken.

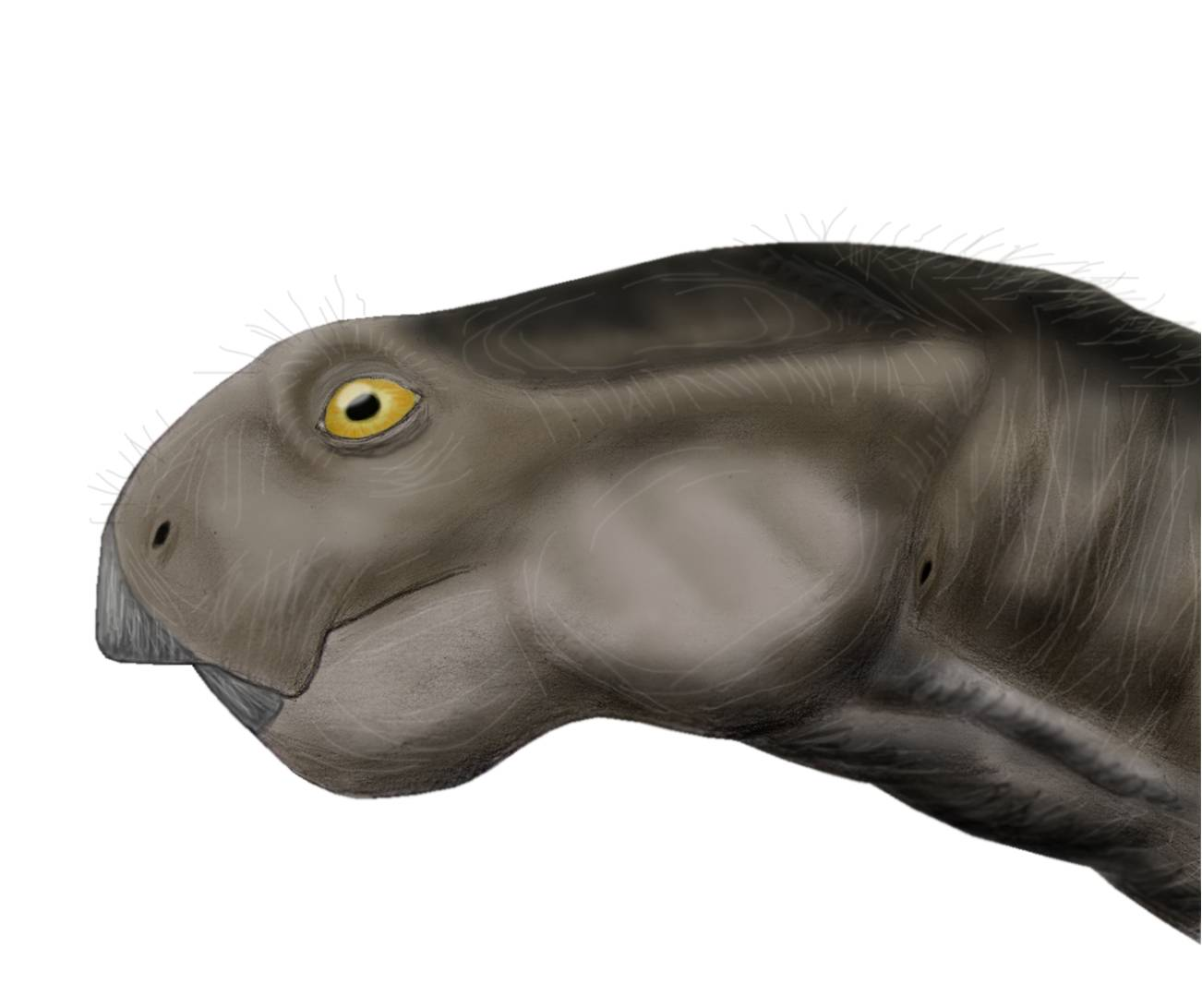
Kop van Oudenodon bainii

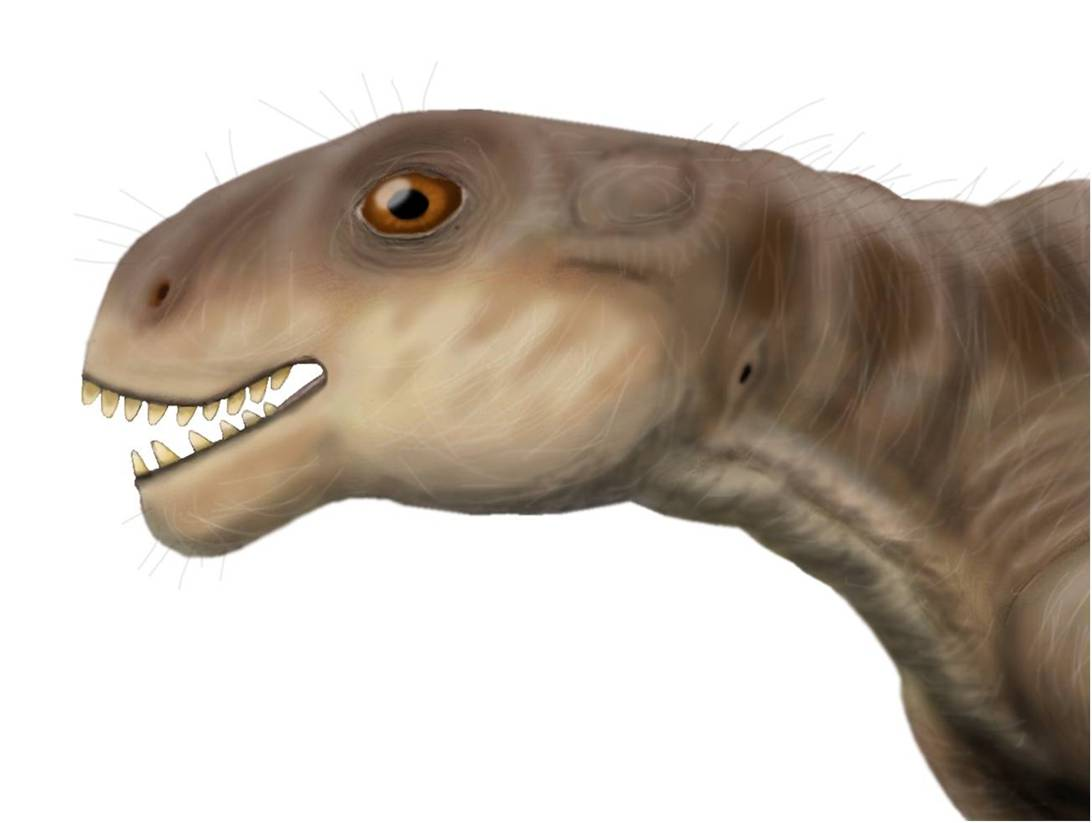
Kop van Patranomodon nyaphulii